# Huệ Nguyệt Huệ Minh
Huệ Nguyệt Huệ Minh (ko. 혜월혜명 Hyewol Hyemyeong, zh. 慧月慧明, 1862-1937) là Thiền sư Hàn Quốc cận đại, thuộc tông Tào Khê. Sư là một trong năm đệ tử ngộ đạo nối pháp Thiền sư Cảnh Hư (ko. Kyongho).

## Tiểu sử
Sư sinh năm 1862 tại tỉnh Yesan-gun, Nam Hàn.
Năm 12 tuổi, sư lên núi xin xuất gia và gặp được Thiền sư Cảnh Hư, lúc đó sư vẫn chưa biết chữ. Sư ở lại đây tham học với Thiền sư Cảnh Hư trong nhiều năm.
Một hôm Thiền sư Cảnh Hư hỏi sư: "Bốn cơ quan chính của con người đầu, mắt, mũi, tai ban đầu được hình thành từ vô minh, tự chúng không thể thuyết pháp cũng không thể nghe pháp và hư không cũng không thể thuyết pháp và nghe pháp. Nhưng có một vật rõ ràng trước mắt có thể giảng và nghe pháp. Cái vật sáng đơn độc này là gì?" Và Thiền sư Cảnh Hư nói tiếp: "Ông có hiểu không? Cái gì đang nghe và thuyết pháp? Hãy nói cho ta biết vật gì vốn vô tướng nhưng sáng tỏ?" Sư không trả lời được câu hỏi này và miên mật tham cứu mối nghi tình này trong suốt 3 năm. 
Đến ngày nọ, khi đang làm một đôi giày cỏ, sư bỗng nhiên đại ngộ khi nghe tiếng búa gõ vào đáy giày. Sư vui mừng liền đến gặp Thiền sư Cảnh Hư để cầu ấn chứng, Cảnh Hư hỏi: "Cái gì là điều sáng tỏ rõ ràng trước mắt ông?" Sư đáp: "Con không biết! Ngàn thánh xưa cũng chẳng biết được điều đó." Cảnh Hư hỏi: "Huệ Minh (pháp danh của sư) là ai?". Sư không đáp, chỉ đi sang hướng Tây rồi sang hướng Đông và dừng lại ở đó. Thiền sư Cảnh Hư nói: "Phải! Phải!" và ấn chứng sư đã Kiến tính và ban pháp hiệu là Huệ Nguyệt (ko. hyewol) và bài kệ truyền pháp:
Hán văn
付慧月慧明
了知一切法
自性無所有
如是解法性
卽見盧舍那
依世諦倒提唱
無文印靑山刻
一關以相塗糊
水虎中春下澣日
萬化門人鏡虛說
Phiên âm
Phú pháp Huệ Nguyệt Huệ Minh
Liễu trí nhất thiết pháp
Tự tính vô sở hữu
Như thị giới pháp tính
Tức kiến Lô Xá Na (Tỳ lô xá na Phật).
Sau khi được nối pháp, sư bắt đầu thuyết pháp độ chúng và truyền bá Thiền thoại đầu trong nhiều năm.
Sư tịch năm 1937 tại Busan, Nam Hàn.
Sư có một đệ tử nối pháp là Thiền sư Vân Phong Tính Túy (ko. unbong seongsu). Từ Thiền sư Vân Phong có một pháp tử là Thiền sư Hương Cốc Huệ Lâm (ko. Hyanggok Hyerim) và dưới Hương Cốc đào tạo được một đệ tử nối pháp nổi danh là Thiền sư Chân Tế Pháp Viễn (ko. Jinje Beopwon) - lãnh đạo tinh thần tối cao (tông trưởng) của Thiền phái Tào Khê hiện nay.